# Delito (película de 1962)
 Delito es una película en blanco y negro de Argentina dirigida por Ralph Pappier sobre el guion de Manuel Martínez que se estrenó el 25 de julio de 1962 y que tuvo como protagonistas a Claude Marting, Elida Gay Palmer, Homero Cárpena y Luis Tasca.

## Sinopsis
Un joven oficial se infiltra en una banda de contrabandistas.

## Reparto
- Claude Marting … Javier Valdez / Mario Benini
- Elida Gay Palmer … Selva
- Homero Cárpena … Daniel
- Luis Tasca … Nicolás
- Florén Delbene … Inspector De La Rosa
- Víctor Parlaghy … Profesor Novak
- Alberto De Salvio
- Adolfo de Almeida
- Eduardo Bergara Leumann … Hombre en fiesta
- Víctor Tasca … Periodista
- Josefa Goldar … Madre de Valdez
- Nino Fortuna Olazábal … Italiano
- Enrique Alippi
- Carucha Lagorio... Italiana
- Mercedes Llambí
- Nelly Santamaría
- Emilio Langlais
- Carlos Benso
- Yamandú Romero
- Antonio Aleman
- Víctor Esnoz
- Claudia Lapacó … Mujer en fiesta
- Rafael Diserio … Mucamo
- Angélica Palmer

## Comentarios
Roberto Blanco Pazos y Raúl Clemente opinan:

”Floja producción del usualmente destacado realizador Ralph Pappier. Adolece de un endble libro, personajes estereotipados, situaciones inverosímiles y diálogos poco creíbles. Cuenta como protagonista femenina con una desaprovechada Elida Gay Palmer, en la cima de su belleza.”

Por su parte, Manrupe y Portela escriben:

”Film de exaltación de las fuerzas de la ley y el orden, en el mismo estilo y propósito que Operación G. del mismo director. Con influencias de Tinayre en lo visual y deficiente marcación de actores.”